# Tortz
Tortz ist ein Wohnplatz im Ortsteil Falkenberg/Mark der Gemeinde Falkenberg im Landkreis Märkisch-Oderland (Brandenburg). Er wurde 1782 als Vorwerk im Oderbruch durch das Rittergut Cöthen angelegt. Von etwa 1850 bis 1870 wurde Tortz als Wohnplatz zu Falkenberg/Mark gerechnet. Tortz wurde dann 1885/95 wieder unter dem Gutsbezirk Cöthen aufgeführt. 1928 wurde Tortz in die Gemeinde Falkenberg/Mark eingemeindet.

## Lage
Tortz liegt 3,3 km nordöstlich vom Ortskern von Falkenberg/Mark nur wenige Zehner Meter von der Alten Oder entfernt im Oderbruch. Nur 1,3 km nördlich liegt der Ort Bralitz, allerdings führt keine Straße über die Alte Oder. Der Wohnplatz Tortz ist nur über die Fortsetzung der Bahnhofstraße von Falkenberg/Mark zu erreichen. Tortz liegt auf 6 m ü. NHN.

## Geschichte
Nach Rudolf Schmidt wurde der Wohnplatz Tortz 1782 durch das Rittergut Cöthen als Bruchvorwerk eingerichtet. Merkwürdig bei dieser frühen Gründung ist allerdings, dass das Vorwerk weder im Ortschafts=Verzeichniß des Regierungs=Bezirks Potsdam nach der neuesten Kreiseintheilung vom Jahre 1817 noch in Sellentin's Topographisch-statistische(r) Uebersicht des Regierungs-Bezirks Potsdam und der Stadt Berlin von 1841 erscheint. Auch im Urmesstischblatt 3150 Oderberg von 1844 fehlt das Vorwerk Tortz.
Der Name ist ein alter Flurname. 1704 ist in einem Schriftstück eine Wiese am großen Strohm und eine an der Tortz erwähnt. 1799 wird eine Flur auf dem sog. Tords genannt. Heute führt östlich von Falkenberg/Mark ein Graben vom Wohnplatz Wendtshof zum Freienwalder Landgraben im Oderbruch den Namen Graben am Tortz. Der Name Tortz ist wohl von slaw. Torč = eine Art Zaun aus Stöcken und Reisig abgeleitet.
1858 wird nun das Vorwerk Tortz als einer der drei Abbauten der Landgemeinde Falkenberg/Mark erwähnt, leider ohne weitere Angaben. 1871 war das Vorwerk Tortz ein Wohnplatz der Gemeinde Falkenberg/Mark. In Tortz standen drei Wohngebäude, in den 25 Menschen lebten. Nach dem Gemeindelexikon von 1888 (Stand: 1885) gehörte das Vorwerk Tortz allerdings nun zum Gutsbezirk Cöthen. Die Zahl der Wohnhäuser hatte sich auf zwei Wohnhäuser und die Zahl der Einwohner auf 20 reduziert.
Das Gemeindelexikon von 1898 (Stand: 1895) führt das Vorwerk Tortz ebenfalls unter dem Gutsbezirk Cöthen auf. Die Zahl der Einwohner in den zwei Wohnhäusern hatte sich auf weiter auf 15 Einwohner verringert. Niekammers Landwirtschaftliches Adreßbuch der Rittergüter, Güter und Höfe der Provinz Brandenburg gibt die Größe des Gutes Tortz mit 100 ha an, davon waren 25 ha Acker, 25 ha Wiesen und 50 ha Weiden. Auf dem Hof wurden 6 Pferde und 10 Stück Rindvieh gehalten. Der Grundsteuerreinertrag war auf 5989 Mark angesetzt. Besitzer des Vorwerks Tortz waren die Erben des 1927 gestorbenen Fritz Gottfried von Jena auf Cöthen. Verwaltet wurde das Gut wie auch die anderen Besitzungen des Rittergutes Cöthen von Hermann Pensky. Anfang 1932 wurde der landwirtschaftlich genutzte Teil des Gutes Cöthen und Dannenberg an eine Siedlungsgesellschaft verkauft. Vermutlich traf das auch auf das Vorwerk Tortz zu.
Der Gutsbezirk Cöthen wurden 1928 aufgelöst und zum größten Teil in die Landgemeinde Falkenberg/Mark eingegliedert, darunter auch das Vorwerk Tortz. Tortz war 1932 und 1950 ein ausgewiesener Wohnplatz der Gemeinde Falkenberg/Mark. Die Gemeinde Falkenberg/Mark schloss sich 2001 mit zwei anderen Gemeinden zur (Groß-)Gemeinde Falkenberg zusammen. Die Verwaltungsaufgaben der Gemeinde Falkenberg werden vom Amt Falkenberg-Höhe wahrgenommen. Seither ist Falkenberg/Mark ein Ortsteil der (Groß-)Gemeinde Falkenberg im Landkreis Märkisch-Oderland. Tortz ist ausgewiesener Wohnplatz.